# Saprinus stussineri
Saprinus stussineri är en skalbaggsart som beskrevs av Edmund Reitter 1909. Saprinus stussineri ingår i släktet Saprinus och familjen stumpbaggar. Inga underarter finns listade i Catalogue of Life.